# Таошань
Таоша́нь (кит. упр. 桃山, пиньинь Táoshān) — район городского подчинения городского округа Цитайхэ провинции Хэйлунцзян (КНР). Район назван по находящейся на его территории горе Таошань.

## История
Во времена Китайской республики эти земли входили в состав уезда Боли (勃利县). В 1970 году они вошли в состав городского уезда Цитайхэ (七台河市). В 1983 году городской уезд Цитайхэ был поднят в статусе до городского округа, а 20 января 1984 года в его составе был образован район Таошань.

## Административное деление
Район Таошань делится на 6 уличных комитетов и 1 посёлок.
| № | Название  | Название (кит.) | Статус          | Население чел. (2010) | На карте                         |
| - | --------- | --------------- | --------------- | --------------------- | -------------------------------- |
| 1 | Таодун    | 桃东街道办事处  | уличный комитет | 61929                 | 45°46′10″ с. ш. 130°58′32″ в. д. |
| 2 | Таонань   | 桃南街道办事处  | уличный комитет | 59278                 | 45°46′10″ с. ш. 130°58′32″ в. д. |
| 3 | Таобэй    | 桃北街道办事处  | уличный комитет | 43639                 | 45°46′10″ с. ш. 130°58′32″ в. д. |
| 4 | Ваньбаохэ | 万宝河镇        | поселок         | 30129                 | 45°44′46″ с. ш. 130°59′48″ в. д. |
| 5 | Таоси     | 桃西街道办事处  | уличный комитет | 17173                 | 45°46′10″ с. ш. 130°58′32″ в. д. |
| 6 | Таошань   | 桃山街道办事处  | уличный комитет | 9169                  | 45°46′10″ с. ш. 130°58′32″ в. д. |
| 7 | Синган    | 兴岗街道办事处  | уличный комитет | 8976                  | 45°46′10″ с. ш. 130°58′32″ в. д. |